# Parlatoria hydnocarpus
Parlatoria hydnocarpus är en insektsart som beskrevs av Hu 1986. Parlatoria hydnocarpus ingår i släktet Parlatoria och familjen pansarsköldlöss. Inga underarter finns listade i Catalogue of Life.